# Jo Jinho
Jo Jinho es un deportista australiano que compitió en taekwondo. Ganó tres medallas en el Campeonato Asiático de Taekwondo entre los años 1984 y 1988.

## Palmarés internacional
| Campeonato Asiático | Campeonato Asiático | Campeonato Asiático | Campeonato Asiático |
| Año                 | Lugar               | Medalla             | Categoría           |
| ------------------- | ------------------- | ------------------- | ------------------- |
| 1984                | Manila (Filipinas)  | Medalla de plata    | –73 kg              |
| 1986                | Darwin (Australia)  | Medalla de plata    | –70 kg              |
| 1988                | Katmandú (Nepal)    | Medalla de bronce   | –70 kg              |